# Баранівський Олександр Петрович
Олександр Петрович Баранівський (нар. 28 березня 1955 р., с. Гайки, Володарсько-Волинський район, Житомирська область) — український політик і державний діяч.
Заступник голови партії «Об'єднані ліві і селяни» (з грудня 2011).

## Біографія
Освіта: Житомирський сільськогосподарський технікум (1970–1974); Житомирський сільськогосподарський інститут (1982), вчений агроном; кандидат економічних наук.
Одружений; має сина і дочку.
1974 — агроном із захисту рослин колгоспу імен Шевченка, село Озера Коростишівського району Житомирської області.
1974–1976 — служба в армії.
1976–1978 — головний агроном колгоспу імені Жданова, с. Дашенка Володарсько-Волинського району.
З 1978 — голова правління колгоспу імені Дзержинського, с. Топорище Володарсько-Волинського району.
1985–1988 — начальник управління сільського господарства, голова районного агропромислового об'єднання, перший заступник голови Коростишівського райвиконкому.
1988–1991 — на партійній роботі в Житомирській області.
Квітень — грудень 1992 — Представник Президента України в Дзержинському районі Житомирської області.
З 1993 — директор ТОВ «БАН», м. Житомир.
1997–1998 — власкор газети «Правда Украины».
1998–2002 — помічник-консультант народного депутата України Василя Сінька.
4 лютого 2005 — 4 серпня 2006 — Міністр аграрної політики України.

## Політична діяльність
Перший секретар Житомирського обкому Соціалістичної партії України (1998 — лютий 2005).
Заступник голови Ради партії "Всеукраїнське об'єднання лівих «Справедливість» (з квітня 2009).
Народний депутат України 4-го скликання з квітня 2002 по березень 2005 від СПУ, № 18 в списку. На час виборів: помічник-консультант народного депутата України, член СПУ. Член фракції СПУ (з травня 2002). Голова підкомітету з питань доходів бюджету Комітету з питань бюджету (з червня 2002). Склав депутатські повноваження 3 березня 2005.
Народний депутат України 5-го скликання з квітня 2006 по листопад 2007 від СПУ, № 20 в списку. На час виборів: Міністр аграрної політики України, член СПУ. Член фракції СПУ (з квітня 2006). Перший заступник голови Комітету з питань бюджету (з липня 2006).
Вересень 2007 — кандидат в народні депутати України від СПУ, № 23 в списку. На час виборів: народний депутат України, член СПУ.

## Нагороди
- Орден «За заслуги» III ступеня (25 червня 2010).[8]